# Cardinals de Chicago (AHA)
Pour les articles homonymes, voir Cardinals.
Les Cardinals de Chicago sont une ancienne franchise professionnelle de hockey sur glace ayant évolué dans l'Association américaine de hockey.

## Histoire
Les Cardinals sont créés en 1927 dans l'association américaine de hockey et sont la propriété de Eddie Livingstone qui en est également l'entraîneur. Les Cardinals jouent dans le Chicago Coliseum, arena qu'ils partagent avec les Black Hawks de Chicago.
La franchise joue son premier match officiel dans l'AHA le 21 novembre 1926, au Coliseum, devant 3 000 spectateurs, contre les Greyhounds de Détroit. Elle surclasse l'équipe de Détroit et remporte la rencontre 3-0, le gardien des Greyhounds effectuant 63 arrêts contre 8 seulement à celui des Cardinals. Le deuxième match, joué devant 2 000 personnes, voit à nouveau les Cardinals remporter la victoire, cette fois-ci sur le score de 3-1, les trois buts de Chicago étant tous inscrit par Gord Brydson. Les résultats positifs des Cardinals font craindre à Frank Calder que la rivalité naissance entre les deux équipes de Chicago ne tourne au désavantage de la franchise de sa ligue. Il déclare alors que les Cardinals ont illégalement fait signer des contrats à Wentworth et Graham, que l'arrangement entre l'AHA et la LNH est annulé et que tous les clubs de l'AHA sont hors la loi.
En mars 1927, Livingstone, en proie à des problèmes financiers, se résigne à vendre l'équipe qui est rachetée par Harry Herendeen, ancien secrétaire de l'équipe de Baseball des Chicago Cubs. Cependant, le 20 mars, l'AHA déclare cette vente annulée, arguant qu'une telle décision doit être prise à l'unanimité des directeurs des franchises. Livingstone se résout alors à dissoudre la franchise. L'équipe termine finalement cette seule saison à la cinquième et avant-dernière place de la ligue avec 11 victoires, 24 défaites et 2 matchs nuls.

## Joueurs
Pour les significations des abréviations, voir statistiques du hockey sur glace.

Dix-sept joueurs ont été membres de l'unique saison des Cardinals :

### Joueurs de champ
| Nom             | PJ | B  | A | Pts | Pun |
| --------------- | -- | -- | - | --- | --- |
| Bernie Brophy   | 1  | 0  | 0 | 0   | 0   |
| Mike Brophy     | 13 | 0  | 0 | 0   | 4   |
| Gord Brydson    | 32 | 10 | 3 | 13  | 23  |
| Bobby Burns     | 33 | 6  | 3 | 9   | 20  |
| Art Clarke      | 32 | 4  | 1 | 5   | 20  |
| Stewart Dunning | 21 | 1  | 0 | 1   | 2   |
| Teddy Graham    | 22 | 1  | 1 | 2   | 23  |
| Roy Lessard     | 26 | 11 | 6 | 17  | 21  |
| Jack McVicar    | 6  | 0  | 0 | 0   | 2   |
| Gerald Munro    | 10 | 0  | 2 | 2   | 2   |
| Harry Reid      | 22 | 4  | 1 | 5   | 21  |
| Jim Seaborn     | 6  | 0  | 2 | 2   | 10  |
| Russ Stephenson | 27 | 3  | 0 | 3   | 6   |
| Ralph Taylor    | 29 | 4  | 1 | 5   | 57  |

### Gardiens
| Nom            | PJ | V | D  | N  | Bl | Moy  |
| -------------- | -- | - | -- | -- | -- | ---- |
| Alfred Moore   | 12 | 4 | 10 | 10 | 2  | 1,79 |
| Winston Fisher | 22 | 7 | 14 | 1  | 4  | 2,30 |